# NGC 7313
NGC 7313 је спирална галаксија у сазвежђу Јужна риба која се налази на NGC листи објеката дубоког неба.
Деклинација објекта је - 26° 6' 7" а ректасцензија 22h 35m 32,4s. Привидна величина (магнитуда) објекта NGC 7313 износи 14,2 а фотографска магнитуда 15,0. NGC 7313 је још познат и под ознакама ESO 533-52, PGC 69242.